# Stazione di Vienna Ovest
La stazione di Vienna Ovest (in tedesco Wien Westbahnhof) è una delle principali stazioni ferroviarie di Vienna, capitale dell'Austria.

## Movimento

### S-Bahn
La stazione è servita dalla linea S50 del trasporto ferroviario suburbano.